# Universidade de Jilin
Universidade de Jilin (chinês tradicional: 吉林大學, chinês simplificado: 吉林大学, pinyin: Jílín Dàxué; muitas vezes abreviado como JLU ou 吉 大) localizado em Changchun, fundada em 1946, é uma das principais universidades nacionais de pesquisa sob a jurisdição direta do Ministério da Educação da China. É uma  instituição Classe A Dupla Universidade de Primeira Classe do Ministério da Educação Chinês. É fortemente apoiada por projetos-chave do estado, como o Projeto 985, o Projeto 211 e o Projeto 2011. A Universidade de Jilin é consistentemente classificada como uma das universidades de maior prestígio na China, e tem projetos de pesquisa em engenharia automobilística, química, ciência da computação, engenharia elétrica e biologia reconhecidos internacionalmente. Em 2017, a universidade recebeu apoio para alcançar status acadêmico de "classe mundial" no Plano de Dupla Classe Universitária da China. Os ex-alunos da JLU incluem o vice-premiê da República Popular da China, Liu Yandong, e o ganhador do Prêmio Nobel da Paz de 2010, Liu Xiaobo .

## História
Fundada em 1946 como Faculdade de Administração do Nordeste em Harbin, Heilongjiang, a Universidade de Jilin se uniu a muitas universidades e faculdades e mudou seu nome várias vezes. Em maio de 1948, a Faculdade de Administração do Nordeste se fundiu com a Universidade de Harbin e foi renomeada Academia de Ciências do Nordeste. Em novembro de 1948, a Academia de Ciências do Nordeste foi transferida para Shenyang, Liaoning e restaurou o nome do Faculdade de Administração do Nordeste. Em 1950, foi renomeada como Universidade do Povo do Nordeste. Após o início da Guerra da Coréia, ela foi transferida para Changchun, Jilin . Em 1958, foi renomeada Universidade de Jilin.
Em 2000, a antiga Universidade de Jilin, a antiga Universidade de Tecnologia de Jilin, a antiga Universidade de Ciências Médicas Norman Bethune, a antiga Universidade de Ciência e Tecnologia de Changchun (estabelecida em 1951) e o antigo Instituto de Correios e Telecomunicações de Changchun se uniram para formar a atual Universidade de Jilin. Em 29 de agosto de 2004, a antiga Universidade de Logística Militar também se fundiu com a JLU. A universidade estabeleceu um campus em Zhuhai em 2003.

## Instalações

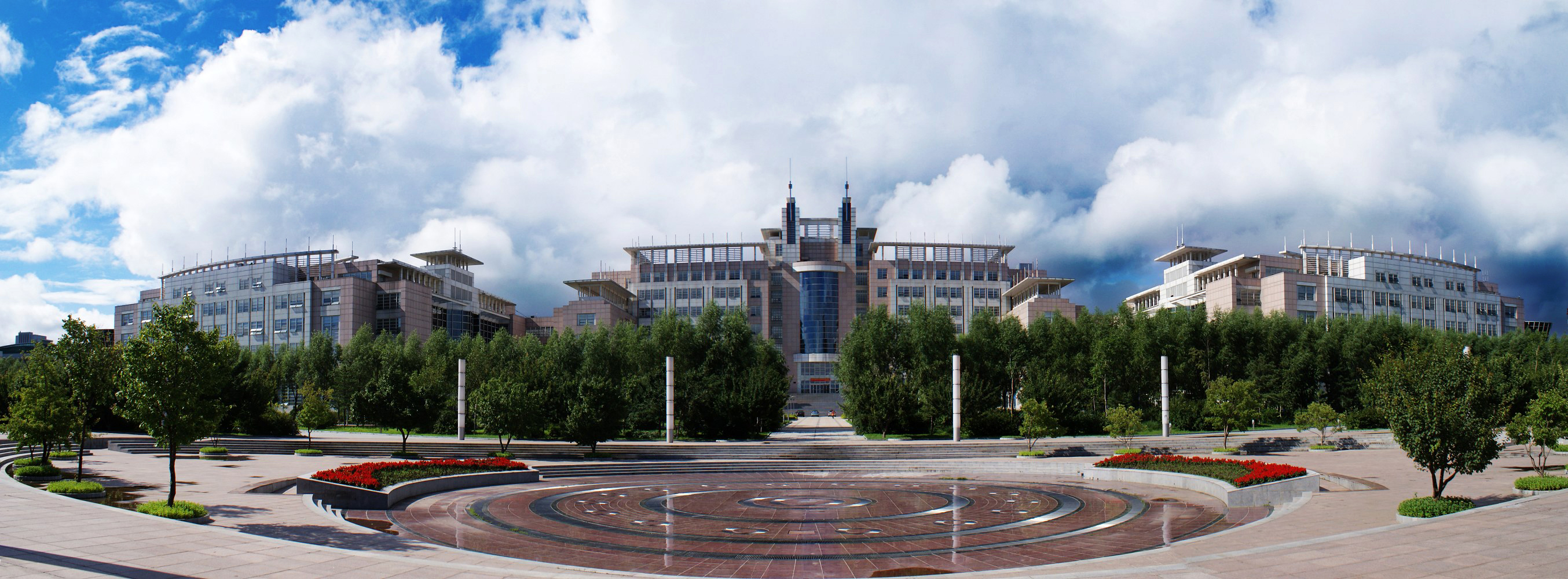

A biblioteca universitária reivindica uma coleção de 7,57 milhões de livros e é designada como a biblioteca da Organização das Nações Unidas para a Educação, a Ciência e a Cultura (UNESCO), a Organização das Nações Unidas para o Desenvolvimento Industrial (UNIDO) e o Banco Mundial . Serve como o Centro de Informações Abrangentes de Artes Liberais do Ministério da Educação, o único Centro de Livros Científicos Estrangeiros no Nordeste da China e o Centro Nacional de Importação de Livros de Educação Superior de Ciências Sociais e Humanas. É um dos sete centros do Centro de Biblioteca Acadêmica e Sistema de Informação da China (CALIS) no nordeste da China.

## Pessoas

### Ex-alunos notáveis
- Li Congjun - Ex-Presidente da agência de notícias Xinhua (2008 - 2014).
- Liu Xiaobo - Agraciado com o Prêmio Nobel da Paz de 2010.
- Liu Yandong - Vice-primeira ministra da China (2013 - 2018).
- Lü Fuyuan - Ministro do comércio da China (2003 - 2004).
- Wang Gang - Diretor do Escritório Geral do Partido Comunista da China (1999 - 2007)
- Wang Gongquan -  Ativista liberal, líder e financiador do Movimento dos Novos cidadãos
- Xu Xianming - Autoridade chinesa na lei dos direitos humanos.
- Zhang Jun - Político chinês e ex-juiz, atualmente sendo o Procurador Geral da China. Anteriormente serviu como Ministro da Justiça (2017- 2018) e vice-presidente do Supremo Tribunal Popular.